# Dick's Picks Volume 10
Dick's Picks Volume 10 es el décimo álbum en vivo de Dick's Picks, serie  de lanzamientos en vivo de la banda estadounidense Grateful Dead. Fue grabado el 29 y 30 de diciembre de 1977, en el Winterland Ballroom, en San Francisco, California.

## Caveat emptor
Cada volumen de Dick's Picks tiene su propia etiqueta “caveat emptor”, que informa al oyente sobre la calidad del sonido de la grabación. La etiqueta del volumen 10 dice:
“Este lanzamiento fue masterizado digitalmente directamente desde la cinta analógica original de 7½ ips de media pista. Es un vistazo de historia, no una grabación profesional moderna, y aunque pueda exhibir algunas anomalías técnicas menores, no es ni más ni menos que exactamente perfecto.”

## Recepción de la crítica
Dan Alford describió el lanzamiento como “imprescindible”. John Metzger de The Music Box le otorgó una calificación perfecta de 5 estrellas, afirmando que “si no has comprado ninguno de los lanzamientos de Dick's Picks, ahora es el momento de comenzar tu colección. Este seguramente pondrá una sonrisa en tu cara”.

## Lista de canciones
Todas las canciones escritas y compuestas por Jerry Garcia y Robert Hunter, excepto donde esta anotado. 
| Disco uno |                        |                                     |                         |          |  |
| N.º       | Título                 | Escritor(es)                        | Fecha de grabación      | Duración |  |
| 1.        | «Jack Straw»           | Hunter Bob Weir                     | 29 de diciembre de 1977 | 7:06     |  |
| 2.        | «They Love Each Other» |                                     | 29 de diciembre de 1977 | 7:45     |  |
| 3.        | «Mama Tried»           | Merle Haggard                       | 29 de diciembre de 1977 | 3:49     |  |
| 4.        | «Loser»                |                                     | 29 de diciembre de 1977 | 8:30     |  |
| 5.        | «Looks Like Rain»      | John Perry Barlow Weir              | 29 de diciembre de 1977 | 8:39     |  |
| 6.        | «Tennessee Jed»        |                                     | 29 de diciembre de 1977 | 9:10     |  |
| 7.        | «New Minglewood Blues» | tradicional, arr. por Grateful Dead | 29 de diciembre de 1977 | 6:06     |  |
| 8.        | «Sugaree»              |                                     | 29 de diciembre de 1977 | 14:19    |  |
| 9.        | «Promised Land»        | Chuck Berry                         | 29 de diciembre de 1977 | 4:36     |  |

| Disco dos |                       |                                     |                         |          |  |
| N.º       | Título                | Escritor(es)                        | Fecha de grabación      | Duración |  |
| 1.        | «Bertha»              |                                     | 29 de diciembre de 1977 | 7:22     |  |
| 2.        | «Good Lovin'»         | Rudy Clark Arthur Resnick           | 29 de diciembre de 1977 | 6:51     |  |
| 3.        | «Playing in the Band» | Mickey Hart Hunter Weir             | 29 de diciembre de 1977 | 15:49    |  |
| 4.        | «China Cat Sunflower» |                                     | 29 de diciembre de 1977 | 5:40     |  |
| 5.        | «I Know You Rider»    | tradicional, arr. por Grateful Dead | 29 de diciembre de 1977 | 5:58     |  |
| 6.        | «China Doll»          |                                     | 29 de diciembre de 1977 | 7:25     |  |
| 7.        | «Playing Jam»         | Hart Weir                           | 29 de diciembre de 1977 | 1:41     |  |
| 8.        | «Drums»               | Hart Bill Kreutzmann                | 29 de diciembre de 1977 | 2:40     |  |
| 9.        | «Not Fade Away»       | Charles Hardin Holley Norman Petty  | 29 de diciembre de 1977 | 10:06    |  |
| 10.       | «Playing in the Band» |                                     | 29 de diciembre de 1977 | 4:49     |  |

| Disco tres |                     |                         |                         |          |  |
| N.º        | Título              | Escritor(es)            | Fecha de grabación      | Duración |  |
| 1.         | «Terrapin Station»  |                         | 29 de diciembre de 1977 | 10:30    |  |
| 2.         | «Johnny B. Goode»   | Berry                   | 29 de diciembre de 1977 | 4:34     |  |
| 3.         | «Estimated Prophet» | Barlow Weir             | 30 de diciembre de 1977 | 10:47    |  |
| 4.         | «Eyes of the World» |                         | 30 de diciembre de 1977 | 15:26    |  |
| 5.         | «St. Stephen»       | Garcia Hunter Phil Lesh | 30 de diciembre de 1977 | 9:18     |  |
| 6.         | «Sugar Magnolia»    | Hunter Weir             | 30 de diciembre de 1977 | 9:54     |  |

## Créditos y personal
Créditos adaptados desde el folleto que acompaña al CD.
Grateful Dead
- Jerry Garcia – voz principal y coros, guitarra líder
- Mickey Hart – batería
- Donna Jean Godchaux – coros
- Keith Godchaux – teclado
- Bill Kreutzmann – batería
- Phil Lesh – bajo eléctrico, coros
- Bob Weir – guitarra rítmica, coros

Personal técnico
- Betty Cantor-Jackson – grabación
- Dick Latvala – archivista
- Jeffrey Norman – masterización
- John Cutler – ferromagnetista

Diseño
- Gekko Graphics – diseño de portada
- Ed Perlstein – fotografía